# Montemonaco
Montemonaco (Mondëmònëcu nel dialetto locale) è un comune italiano di 519 abitanti della provincia di Ascoli Piceno nelle Marche.

## Geografia fisica

### Territorio

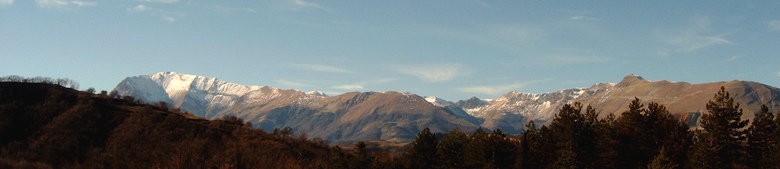
La catena dei Monti Sibillini

Montemonaco sorge nell'alta valle dell'Aso, su un leggero pianoro di cresta prospiciente Monte Zampa e Monte Sibilla ad una quota di 988 m s.l.m. È per altezza il secondo comune delle Marche.
Il territorio comunale ricade per la maggior parte all'interno del Parco Nazionale dei Monti Sibillini e spazia dalle vette del Massiccio del Vettore, nel cui alveo morenico è ospitato il Lago di Pilato, a quelle dell'Argentella, Pizzo del Diavolo, Palazzo Borghese, Monte Porche che segnano il confine amministrativo con Norcia e l'Umbria, fino alle creste di Monte Sibilla e il Comune di Montefortino verso nordest. Dai morbidi pendii erbosi di Monte Sibilla e Monte Zampa fino al degradare del paesaggio collinare verso Comunanza. Dalle colline sul lato sud dell'alta valle dell'Aso e Monte Altino si estende agli altopiani prossimi alla chiesa di Santa Maria in Pantano nel Comune di Montegallo.
La strutturazione orografica prevalente è quella tipica del paesaggio agrario della media e alta montagna appenninica, caratterizzata da una successione di creste aeree, di gole incassate e profonde, ripidi pendii pietrosi che s'innalzano da lievi declivi coperti di boschi. Le ristrette valli sono innervate da torrenti a volte impetuosi, che discendono in direzione del Mare Adriatico insieme alla rete viaria di crinale e fondovalle.
Queste le caratteristiche geomorfologiche di un "espressivo ed inalterato scenario naturale di notevole valore ambientale" ancora poco antropizzato e per lo più ricompreso nel Versante della Magia del parco nazionale dei Monti Sibillini.

## Storia
(dagli Statuti Municipali del 1545)
Le prime indagini storiche su Montemonaco condotte nella prima metà del Novecento da Augusto Vittori fanno risalire l'origine del toponimo ad un nucleo di monaci benedettini stabilitosi in questo piccolo altopiano sin dall'VIII secolo. L'incastellamento e la costituzione in libero comune avvenne nel XIII secolo dopo che si era notevolmente indebolita l'autorità dei Nobili di Monte Passillo e degli altri signorotti locali. Fu allora che i montemonachesi costruirono le alte mura in pietra intervallate da torrioni, che sin da allora resero Montemonaco indipendente e fiera nel respingere gli attacchi dei vicini Comuni di Norcia, Montefortino, Amandola, Arquata del Tronto e persino di Francesco Sforza e di Niccolò Piccinino ai quali, a dispetto di Amandola e Montefortino che nelle diverse occasioni erano state sempre conquistate, riuscirono ad imporre patti di reciproca convenienza.

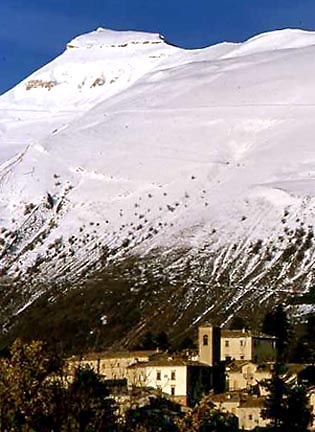
Veduta del paese

È con il 1545 che si ha finalmente la codifica degli statuti comunali sulla scorta delle antiche usanze e riadattando i precetti di San Benedetto, su cui si era probabilmente formata la civitas medievale.
Talmente orgogliosa delle proprie tradizioni, che la vedevano sin dal X secolo aggregata alla diocesi di Fermo e al Presidiato Farfense, recalcitrò non poco nel piegarsi, obtorto collo, al potente Papa montaltese Sisto V che l'aggregò, in spiritualibus alla diocesi di Montalto, da lui appena creata, nel 1586.
Nei secoli successivi il territorio di Montemonaco perse via via la sua importanza strategica che l'aveva qualificato, sin dal Medioevo, un particolare snodo viario al centro degli intensi traffici lungo la viabilità nord/sud del versante adriatico della penisola.
La storia di Montemonaco tuttavia, al di là dei poteri costituiti che nel tempo ne hanno segnato le vicende civili è stata influenzata, fin dall'epoca pagana, dalla presenza dell'icona della Sibilla Appenninica e della sua mitica Grotta. Una presenza dai molteplici riflessi e con la quale la piccola comunità, amministrata dal potere centrale della Chiesa, nel corso della sua storia ha vissuto momenti di non sempre facile convivenza.

### Fra storia e leggenda
Terra di antiche frequentazioni, accoglieva stabilmente sin dal tardo Medioevo genti provenienti da terre lontane. Attratte dalla liberalità e dall'insofferenza ai poteri costituiti dei montemonachesi alcune frange ereticali come i Fraticelli Michelisti, i Clareni, i Sacconi, i seguaci dei Cavalieri templari ed altri eretici scappati da stati o città meno tolleranti, si riversarono sin dal XIV secolo nelle più sicure terre montane del territorio di Montemonaco e dei comuni limitrofi. Altri decisero di attraversare il Mare Adriatico e si stabilirono in Dalmazia o in Grecia.
Fra gli accadimenti del XV secolo, che contribuiranno ulteriormente, nei secoli successivi, a far conoscere Montemonaco ben oltre il suo naturale ambito geografico, ve ne sono di significativi almeno due: da una parte la venuta in queste terre dello scudiero francese Antoine de La Sale al servizio della Duca Luigi III d'Angiò nel maggio 1420 dall'altra la pubblicazione nel 1473 del Romanzo di Andrea da Barberino, Guerrino detto meschino. Entrambi gli avvenimenti si muovono sullo sfondo della leggenda della Sibilla Appenninica e il complesso ipogeo della sua Grotta, ricompreso sin dall'antico nel territorio montemonachese. 

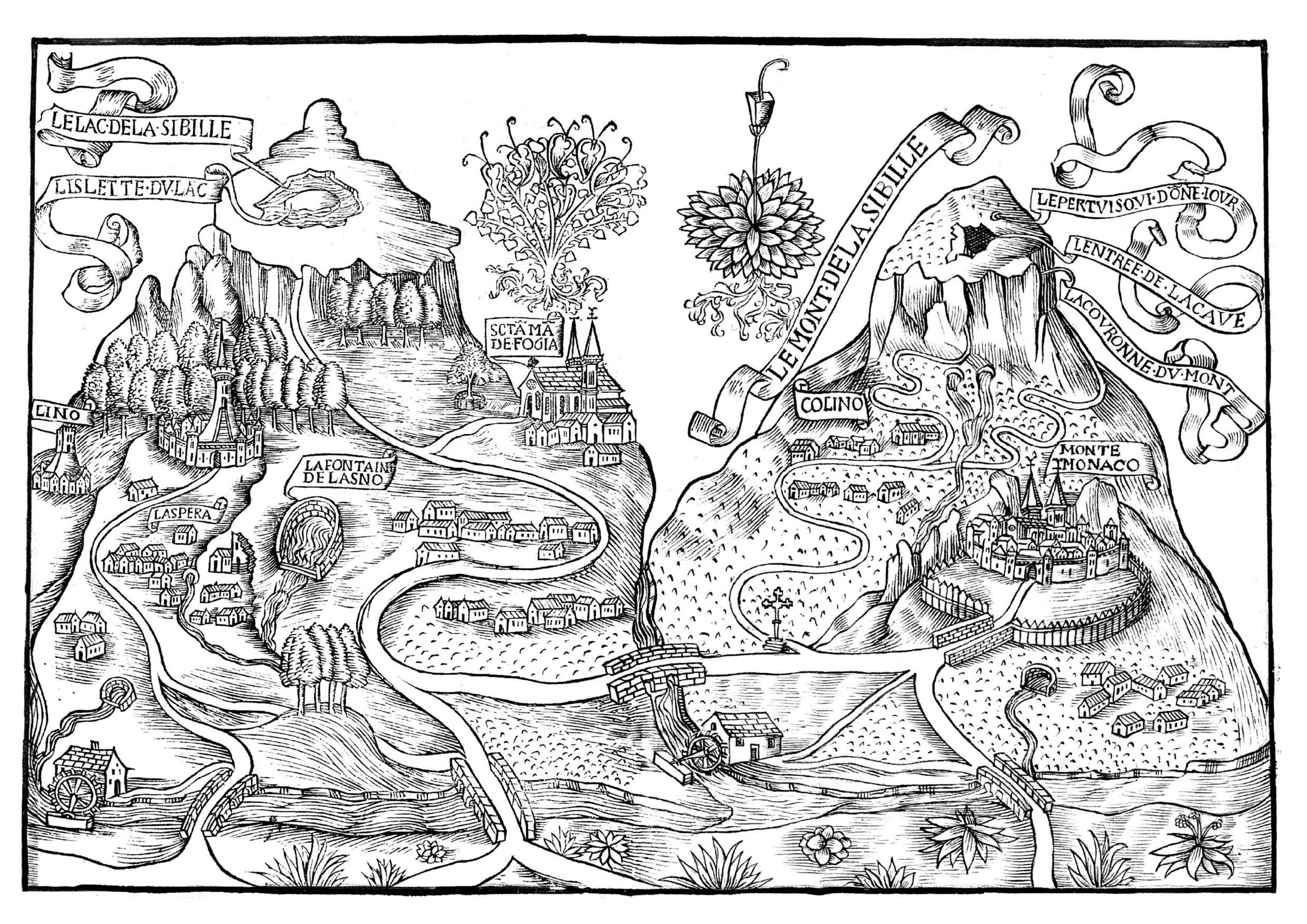
Disegno di Antoine de La Sale dal Paradis de la Reine Sybille 1420

Ma mentre nel romanzo di Andrea da Berberino, Montemonaco è citata marginalmente in una trama letteraria tutta incentrata sulla leggenda della Sibilla Appenninica e della sua mitica grotta, il diario autoptico di Antoine de La Sale (quel che dirà di vedere o di ascoltare dalla viva voce dei Montemonachesi, lo annoterà riportandolo nel racconto intitolato Le Paradis de la Reine Sibylle, la cui prima versione manoscritta è conservata alla biblioteca del museo Condé, castello di Chantilly, poi inserito nella sua summa pedagogica, La Salade, destinata all'istruzione di Jean d'Anjou, figlio del re Renato (René d'Anjou) è storicamente interessante come primo indiretto tentativo di cui si abbia notizia volto a laicizzare la leggenda della Sibilla all'inizio della Rinascenza.
La fama della Sibilla Appenninica doveva aver raggiunto la Borgogna se la Duchessa Agnese, sorella di Filippo Il Buono, pare avesse un arazzo nel suo castello con la rappresentazione della grotta della Sibilla. La Sale vide l'arazzo proprio nel castello di Angers, nel 1437, in occasione della festa di nozze della figlia di lei, Maria di Borbone, col figlio di Renato d'Angiò, e, constatando che la raffigurazione dei luoghi non corrispondeva al vero, decise di narrarle il viaggio, compiuto 17 anni prima, e tutto ciò che aveva visto e udito. Fra le motivazioni che avrebbero spinto La Sale ad intraprendere il viaggio Detlev Kraack individua quello dell'onore: tuttavia, non fu inviato dalla dama stessa sui monti della Sibilla. La Sale viaggiava già da tempo in Italia, al seguito dei duchi d'Angiò, Luigi II e Luigi III, prima, il re Renato poi.. Gli Angiò speravano di recuperare il regno di Napoli, ma tale speranza fu infranta nel 1442, quando quella città venne strappata dagli Aragonesi.
La Sale partì quindi dalla Borgogna e arrivò in Umbria, fece tappa ad Assisi e Spoleto, dove lasciò incise le sue insegne nella Basilica di San Francesco e nel Duomo spoletino. Quindi attraverso il passo di Sasso Borghese il 28 maggio 1420 giunse a Montemonaco. Lì ascolta dalla voce dei Montemonachesi fra cui Antonio Fumato i racconti sulla Regina Sibilla, cerca di capire se esistono veramente Fate e Sibille, e inizia ad incamminarsi verso la Grotta. Seguirà tutto il racconto sul Regno della Sibilla e le sue Ancelle velato di paura e scettiscismi "ad arte" per salvarsi dall'Inquisizione. De La Sale tornerà a Montemonaco una seconda volta nel 1440.

### Montemonaco scomunicata... e assolta
In una pergamena del 1452, ad appena dodici anni dall'ultima visita di Antoine de La Sale, viene trascritta la sentenza di assoluzione da scomunica dei Priori e di tutta la comunità montemonachese per aver ospitato Cavalieri provenienti dalla Spagna e dal Regno di Napoli, dediti da mesi all'arte dell'alchimia in una casa del paese (casa di Ser Catarino). 

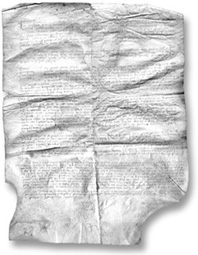
Archivio Storico del Comune di Montemonaco. Pergamena n° 40

I principali capi d'accusa sono quelli di aver (i montemonachesi) aiutato e accompagnato i Cavalieri fino al lago della Sibilla (Lago di Pilato) per consacrarvi i libri diabolici e, una volta messi in carcere per ordine dell'inquisizione, di averli fatti scappare! La Santa Inquisizione dichiara nel documento di essere venuta "casualmente" a conoscenza degli antefatti, da cui era scattato l'arresto dei Cavalieri, e in un secondo momento della loro fuga. L'inquisitore della Marca anconitana De Guardarjis traduce allora i Priori e tutta la comunità in tribunale a Tolentino per giudicarli.
Ma stranamente, alla fine di un lungo dibattimento processuale tutti vengono assolti e liberati dalla scomunica, grazie all'atteggiamento liberale che dominava nella Marca anconitana, al contrario dell'Italia settentrionale e del resto d'Europa dove una simile circostanza avrebbe provocato l'accensione di una notevole quantità di roghi.
Questo documento, scrive Paolo Aldo Rossi, fa emergere l'Italia Centrale al di fuori di quell'orror et amor diabolicus che a soli due anni dalla pubblicazione del noto trattato dell'Inquisitore generale di Carcassonne Jean Vineti, dichiara la Stregoneria una nuova forma di eresia, e darà il via nell'Italia del nord e in tutt'Europa alla caccia alle Streghe. Per Rossi le valenze psicoantropologiche sottese alla decisione del De Guardarjis nei confronti della comunità montemonachese, andrebbero ricercate, attraverso un'indagine interdisciplinare, nell'esame di millenni di sedimentazione collettiva, quando manifesta quando segreta di questo come di altri territori, che in senso generale nemmeno il trionfo del razionalismo scientifico ha ancora risolto.

### Terra di alchimisti
(dagli appunti di Giacomo Sinibaldi)
Le terre sibilline, come confermano gli studi del Parco Nazionale, sono ancor oggi ricche di specie officinali. Unitamente alla disseminata presenza di fonti sorgive e acque minerali erano le due condizioni necessarie perché si potessero approntare i laboratori alchemici fra i quali, ad esempio, quello citato nella sentenza di assoluzione da scomunica. 

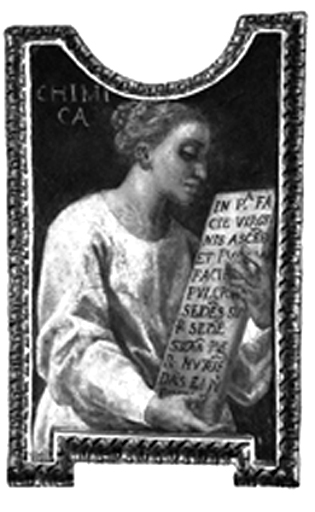
La Sibilla Chimica nel Santuario della Madonna dell'Ambro

Ida Li Vigni e Paolo Aldo Rossi ritengono che fossero le anziane donne, chiamate nel Piceno "Vergare" e nei secoli passati tacciate di far uso di arti magiche e stregoneria, le depositarie delle ricette di medicina popolare, tramandate di generazione in generazione, per far fronte con decotti, infusi e pomate alle malattie semplici. Si dedicavano per questo alla raccolta delle radici, dei fiori ed erbe fiorili, anche per gli alchimisti speziali; questi ultimi preparavano la distillazione delle quintessenze vegetali e minerali, gli olii essenziali e quant'altro utile a loro e ai cerusici per far fronte alle malattie. Antoine De La Sale in capo al disegno che descrive Montemonaco sullo sfondo della Grotta della Sibilla e di Monte Vettore, riporta due piante a grandezza naturale, il "pollibastro" e la "centofoglie", di cui ancor oggi e ignota l'identificazione.
La diffusione dell'alchimia, fra il XV e il XVI secolo, dovette essere tale che nel vicino Santuario della Madonna dell'Ambro il pittore Martino Bonfini da Patrignone, intorno al 1610, ispirandosi ad un libretto di disegni per la preparazione dei quadri ad iconografia sibillina di Nicola Filotesio, dipinse, unitamente ai Profeti e alle Sibille classiche, una rara "Sibilla Chimica" (o alchemica).
Ma, secondo Joyce Lussu, la libertà di pensiero e di azione che per secoli avevano consentito al territorio sibillino di mantenersi aperto alle nuove idee e di preservare le antiche tradizioni, di cui le donne erano principalmente portatrici, dovette subire un deterioramento improvviso quando furono inviati, nel secondo quarto del XVII secolo sulle montagne del Piceno, gruppi di monaci inquisitori per bonificarle dalla presenza del Maligno. Da allora e per tutto il seicento, scrive la Lussu, la Compagnia di Gesù tentò di operare una "damnatio memoriæ" che tuttavia non sortì il risultato sperato se ancora nel Settecento operavano a Montemonaco speziali alchimisti.
A conferma di ciò nel 1998 Anna Maria Piscitelli ha rinvenuto in un'abitazione di Montemonaco gli appunti alchemici di due speziali a cavallo fra seicento e settecento. Solo un libretto di appunti risulta firmato da tale Giacomo Sinibaldi di Spoleto giunto a Montemonaco, nella metà del XVIII secolo, per curare la comunità. La fama dello speziale montemonachese dové varcare presto i confini del comune se nei suoi appunti si trovano pazienti di molte comunità picene fino a sconfinare nel fermano e nel teramano. Le tecniche alchemiche utilizzate dal Sinibaldi sono quelle di alchimia minerale con l'antimonio, e tutte quelle di spagiria vegetale. Il suo motto: da ogni lezzo carnale, o mio Signore, salvami sempre immacolato il core.

## Monumenti e luoghi d'interesse

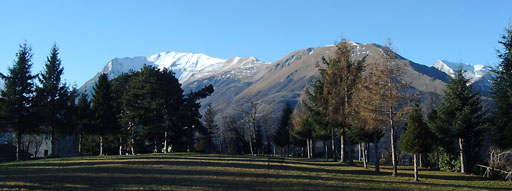
Parco Montiguarnieri. Sullo sfondo Monte Vettore e Monte Banditello.

All'interno della cinta muraria, nella parte alta del paese, limitrofa alla porta San Biagio e addossata alle antiche mura, fu edificata nel XVI secolo la chiesa parrocchiale di San Benedetto. Contigua alla più antica San Biagio intra mœnia del XV secolo, che fu eretta ampliando un piccolo oratorio del XIII secolo, la chiesa di San Benedetto conserva all'interno di una lunetta, un affresco con una crocifissione attribuita alla scuola del Crivelli, un braccio d'argento, contenente la reliquia di San Benedetto da Norcia, opera del maestro orafo Cristoforo da Norcia e un crocifisso ligneo di arte marchigiana del XV secolo.
Scendendo lungo viale Italia s'incontra sulla destra la chiesa di san Giovanni Battista del XV secolo ad un'unica navata. Di pregevole conserva una Vergine del soccorso opera del pittore Vitruccio Vergari databile al 1520. Nell'abside, semicircolare, si trova una nicchia, incorniciata da due bastoni fioriti con finale a testa di serpente di ambito neoplatonico e che doveva accogliere probabilmente una statua in epoca quattrocentesca.

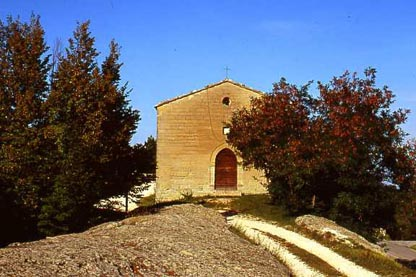
Chiesa di San Michele

Proseguendo ancora lungo la via, si innalza il cinquecentesco palazzo dei Priori (oggi sede del comune). Il palazzo è il frutto di un rimaneggiamento della fine del XVI secolo della più antica struttura degli inizi del XV secolo di cui si conserva traccia nei quattrocenteschi ricommessi lapidei delle finestre con iscrizioni tronche, prive di sequenza.
Dell'antico castello in cima al paese non v'è più traccia se non nel toponimo di via di Castello. Al termine della via, nella parte più alta di Montemonaco, sorge un grande belvedere, oggi Parco Montiguarnieri, delimitato a settentrione da un tratto delle antiche mura, e da cui l'ampia vista panoramica domina verso est il degradare delle colline fino al Mare Adriatico e ad ovest la catena dei Monti Sibillini che, da Monte Sibilla a Monte Vettore, raccoglie il declinare dell'altopiano dove sorse il Borgo fortificato.

### Aree naturali

#### Lago di Pilato
(P. Bersuire, secolo XIV)

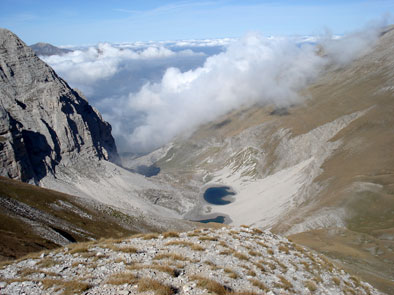
La valle del Lago di Pilato vista dal Monte Vettore

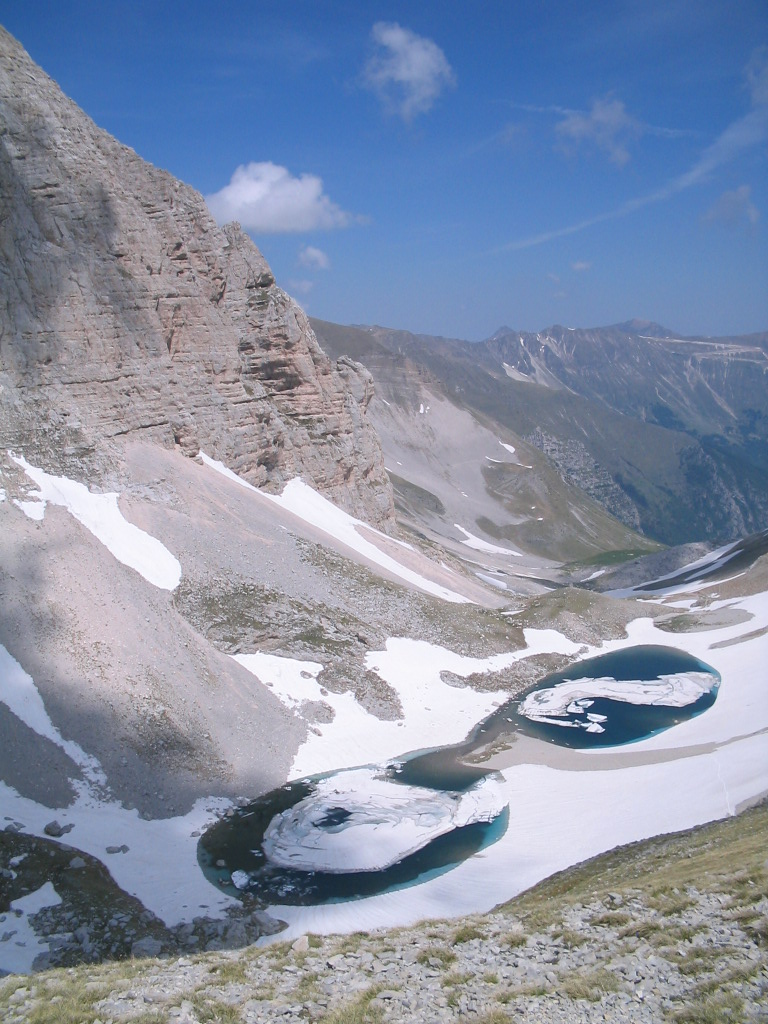
Il Lago di Pilato, anticamente Lacum Sibillæ, a fine maggio

È situato all'interno del territorio comunale, a meno di un chilometro dal confine umbro, è l'unico lago naturale delle Marche e uno dei pochissimi laghi glaciali di tipo alpino presenti sull'Appennino. Particolare e suggestiva la sua ubicazione tra pareti impervie e verticali immediatamente sotto la cima del Monte Vettore.
Le dimensioni e la portata d'acqua dipendono principalmente dalla distribuzione delle precipitazioni: è infatti alimentato, oltre che dalle piogge, soprattutto dallo scioglimento delle nevi, che ricoprono per buona parte dell'anno la superficie dello specchio d'acqua fino all'inizio dell'estate.
Il lago ospita un particolare endemismo, il Chirocefalo del Marchesoni: è un piccolo crostaceo di colore rosso che misura 9-12 millimetri e nuota col ventre rivolto verso l'alto.
Nella tradizione popolare prende il suo nome dalla leggenda secondo la quale nelle sue acque sarebbe finito il corpo di Ponzio Pilato condannato a morte da Tiberio. Il corpo, chiuso in un sacco, venne affidato ad un carro di bufali lasciati liberi di peregrinare senza meta e sarebbe precipitato nel lago dall'affilata cresta della Cima del Redentore.
Nel XIV secolo ricadeva sotto il dominio di Norcia ed era considerato luogo di streghe e negromanti. Nelle prime opere letterarie si racconta che le autorità religiose furono costrette a proibirne l'accesso dal versante nursino e a far porre una forca come monito, all'inizio del sentiero che conduceva al lago. Sempre nella letteratura si narra che per questo motivo intorno al suo bacino furono alzati muri a secco al fine di evitare il raggiungimento delle sue acque.
Altro nome usato nell'antichità era quello di Lago della Sibilla (Lacum Sibillæ), come si evince da una sentenza di assoluzione emessa a favore della comunità montemonachese dal Giudice della Marca Anconitana De Guardaris nel 1452.

## Società

### Evoluzione demografica
Abitanti censiti

### Etnie e minoranze straniere
Secondo i dati ISTAT al 31 dicembre 2015 la popolazione straniera residente era di 45 persone (7,45%). Le nazionalità maggiormente rappresentate in base alla loro percentuale sul totale della popolazione residente erano:
- Romania, 29 (4,80%)

## Geografia antropica

### Frazioni

#### Altino
La piccola frazione di Altino è situata a 1045 m s.l.m., al limitare dei secolari boschi di castagno e della fascia delle faggete, sovrastata dal verde manto dell'omonimo monte (Monte Altino o Cima delle Prata). 
Addossato al degradare delle creste del massiccio del Vettore, sul versante sud del fiume Aso, è l'abitato di antico insediamento più elevato di tutto il versante adriatico dei Sibillini.
Il borgo sorge lungo il grande anello dei Sibillini ed è costituito da un agglomerato di case dall'impianto cinque-seicentesco con al centro una piccola chiesa circondata dal verde degli abeti. Dall'abitato partono numerosi sentieri verso i vicini boschi e le montagne soprastanti fino al Vettore e al lago di Pilato, oltre ad antiche strade comunali di collegamento con le vicine frazioni di Rocca e Vallegrascia e la chiesa di Santa Maria in Pantano.
Nel secondo dopoguerra, Altino è andato inesorabilmente spopolandosi in seguito alla crisi dell'economia agricola montana, ma è tornato a nuova vita, grazie ad una spiccata vocazione turistica. Le strutture ricettive sono costituite da un bar ristorante, da vari appartamenti e monolocali con più di 50 posti letto, da una casa in autogestione per gruppi numerosi e comunità, e, nei pressi dell'abitato, da spazi adibiti a campeggi scout. 
Purtroppo, i recenti eventi sismici hanno reso inagibili buona parte degli edifici, tuttavia hanno continuato a funzionare i campeggi, la casa per gruppi e il bar ristorante, delocalizzato temporaneamente nei pressi del vecchio. Di recente è stata avviata la riqualificazione e la ricostruzione degli edifici danneggiati.

#### Collina
In epoca medievale il piccolo agglomerato di case di Collina, era probabilmente situato ad una quota leggermente più alta verso ovest lungo il tratturo che da Montemonaco sin dall'antico conduceva a Monte Zampa e la Sibilla e forse a causa dei terremoti fu ricostruito nel Cinquecento dov'è ora.
Il sentiero per la Sibilla lì s'incrociava con l'antica via Francesca proveniente da Garulla, Sarnano, San Ginesio (Saint Denis dei francesi) e il nord Italia, prima di arrivare a Montemonaco. La frazione è andata via via depauperandosi della qualità architettonica degli edifici e conserva la chiesa di san Donato, oggetto a Montemonaco di particolare venerazione con la celebrazione della ricorrenza del Santo a cui partecipa la comunità.

#### Ferrà
Piccola frazione situata vicino alla strada che da Montemonaco conduce attraverso le creste collinari a Comunanza. Gli abitanti dividono la frazione in due parti (basandosi sulla ramificazione che si incontra ad un tratto della strada) “Ferrà di sotto” e “Ferrà di sopra”. Quest’ultima venne scelta dal sacerdote Don Settimio Vallorani, come zona-vacanze per turisti durante i mesi estivi e invernali. Purtroppo, a seguito della morte del suo successore, Don Rino Vallorani, le case costruite per la villeggiatura sono state abbandonate a se stesse e a seguito degli eventi sismici che hanno coinvolto anche queste zone Marchigiane, la situazione è di gran lunga peggiorata.

#### Foce
Chiamata agli inizi del Novecento la piccola svizzera picena, per il laghetto naturale che la bagnava e i ridenti e scoscesi boschetti che la raccoglievano, Foce si trova a 945 m s.l.m. di quota, all'interno del Parco nazionale dei Monti Sibillini, dove la valle del fiume Aso è stretta tra le vette più alte del gruppo montuoso. Nonostante la sua posizione apparentemente isolata e il rigido clima invernale è stata tappa fondamentale, sin dall'epoca tardo imperiale (VI-VII secolo), per coloro che attraverso il passo di Sasso Borghese nei mesi estivi provenivano dall'altopiano di Castelluccio per scendere nella valle dell'Aso e le comunità picene.
Delle due antiche chiese di Foce resta l'attuale San Bartolomeo e si è perduta, probabilmente a causa dei terremoti, quella di Santa Maria di Foce del XV secolo descritta nel disegno di Antoine de La Sale come "SantMa de Fogia", che doveva trovarsi in posizione rialzata rispetto al livello attuale del borgo e spostata verso il Monte Sibilla.
È meta di turisti e viaggiatori che vogliono trascorrere giornate all'aria aperta o campeggiare sui prati del Piano della Gardosa, punto di partenza per risalire attraverso il ripido sentiero delle "Svolte" fino al Lago di Pilato a 1949 m s.l.m. ed eventualmente procedere fino alle vette del Massiccio del Vettore.
L'originale laghetto di Foce alimentato dalla Fonte della Cerasa si è notevolmente ridotto a causa della captazione delle acque della sorgente dell'Aso e in estate il più delle volte si prosciuga.
Foce dista 10 km da Montemonaco.
Una descrizione delle caratteristiche storico-geografiche di Foce si trova in C. Censori, Foce e il lago di Pilato, Ascoli Piceno 2014, nel quale si trovano anche leggende e racconti popolari legati al luogo e si accompagna il lettore, passo dopo passo, verso una meta suggestiva, il Lago di Pilato,

#### Isola San Biagio
Percorrendo la SP 148 verso Colleregnone, dista 4 km da Montemonaco.

#### Rivo Rosso
Percorrendo 8 km in direzione Vallegrascia s'incontra la frazione.

#### Rocca

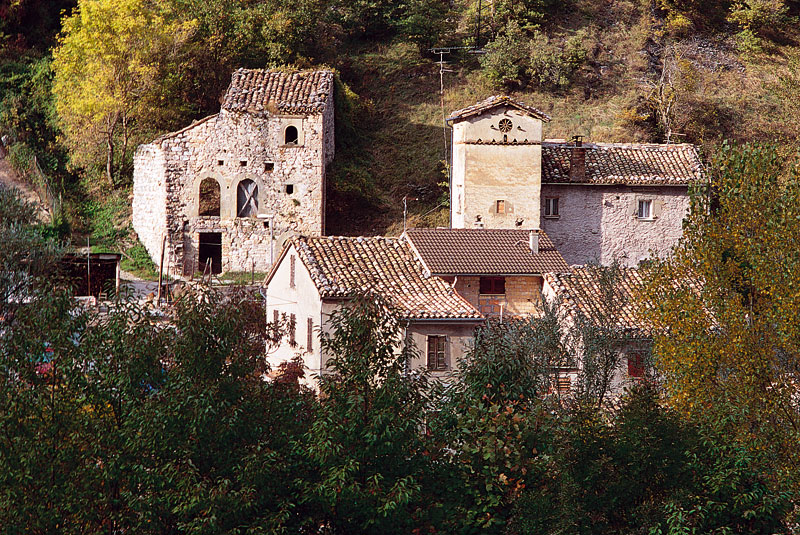
Scorcio di Rocca

Gemella di Vallegrascia nel testimoniare la ricchezza raggiunta dalla gente del luogo nel XVI secolo con i suoi edifici cinquecenteschi, dai paramenti ben profilati in pietra a vista e ricchi di decori, il territorio di Rocca racconta una lunga storia vissuta tra epoca tardo imperiale e XVII secolo fino ad oggi.

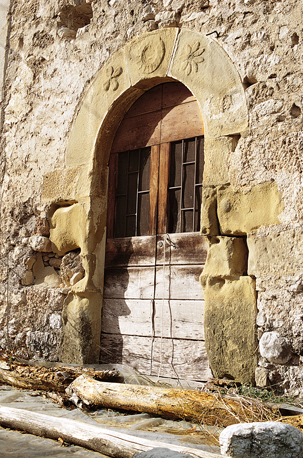
Portale di una casa torre del XVI secolo a Rocca.

Infatti oltre il fiume, sui piccoli altopiani, ad una quota di cento metri superiore all'attuale insediamento, restano le fondamenta di quello che fu probabilmente un pagus romano prima e fino alla metà del XIII secolo un castello nursino, poi passato sotto il controllo montemonachese e via via abbandonato per riutilizzarne nel XV secolo il materiale lapideo nella ricostruzione del Borgo lungo il fiume.
Estremamente ricca di acque, anche minerali, aveva nel suo seno un vasto complesso di edifici cinquecenteschi, fra cui probabilmente un ospitale per i viandanti che vi si ristoravano e di cui rimangono significativi resti architettonici nei suoi edifici. 

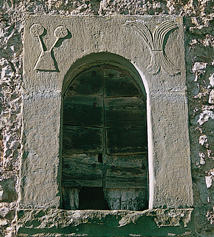
Monofora con decori simbolici

Edifici costruiti con materiale in pietra serena e pietra tufacea tipica del luogo arricchita da un interessante motivo decorativo. Infatti più che ricalcare gli stilemi decorativi del XV-XVI secolo risulta coerente con un florilegio simbolico riprodotto, quasi per gemmazione spontanea, in alcuni borghi del territorio Montemonachese.
Ben inserita nella viabilità medievale lungo l'Aso, (partendo da Foce e seguendo la via tardo imperiale è il primo nucleo abitativo che s'incontra) qui incrociava anche il tratturo proveniente da Altino per Montemonaco. Inoltre da Rocca partiva uno dei sentieri principali che collegava il fondovalle alla Grotta della Sibilla, per coloro che non volevano risalire fino al capoluogo e giungere direttamente così alle "Grotte Nere" e su fino alla vetta di Monte Sibilla.
Ad un Km sulla strada per Foce di Montemonaco s'incontrano le fonti delle "Pisciarelle" che con il notevole gettito d'acqua, da molti ritenuta "minerale", accolgono file di persone provenienti dal Piceno, intente a rifornirsi di acqua. Gli anni '80 hanno visto la ricostruzione e il restauro di molti edifici della frazione ed il rivitalizzarsi della sua economia con l'apertura di ristoranti ed alberghi. Rocca dista 6 km da Montemonaco.

#### Ropaga
Piccola frazione, si trova a metà strada tra Montemonaco e San Giorgio all'Isola, a 3 km di distanza da Montemonaco.

#### San Giorgio all'Isola
È un piccolo agglomerato di case poco distante dall'antica chiesa di San Giorgio edificata nel X secolo sulle rive del fiume Aso. Come altre chiese del territorio è stata fino al XVI secolo sotto la giurisdizione dell'Abbazia di Farfa attraverso la vicaria del monastero di Santa Vittoria in Matenano. All'interno conserva interessanti affreschi del XVI secolo raffiguranti Sant'Antonio, San Sebastiano, San Bartolomeo una Crocifissione e una Madonna con bambino. Nell'abside ritroviamo resti di affreschi di scuola bizantina del XII secolo.
Dalla frazione di San Giorgio all'Isola inizia il lago artificiale di Gerosa meta sui prati e i fitti boschetti delle sue sponde di turisti ed escursionisti durante l'estate.

#### Tofe

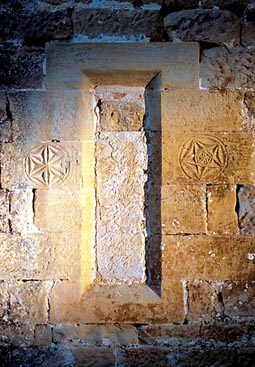
Monofora della Chiesa di S. M. in Casalicchio

Vicino alla piccola frazione di Tofe lungo l'antica via tardo Imperiale e prospiciente la riva del fiume s'innalza la chiesa di Santa Maria in Casalicchio del XIV secolo. Dell'impianto di questa antica chiesa romanica rimane la sacrestia, che probabilmente risale al XIII secolo, ma che per alcuni studiosi locali venne edificata sulle rovine o in prossimità di un antico tempio pagano.
Certo è che sin dal Quattrocento aveva assunto un'importanza notevole se le comunità picene in lite tra loro la sceglievano per giurarvi i patti o la pace raggiunta. Interessanti gli affreschi, attribuiti a Vitruccio Vergari, raffiguranti una Madonna con bambino del XVI secolo (Madonna delle rose) e una Crocifissione. All'esterno, come unico decoro, la presenza di due stelle scolpite, una a cinque punte ed una a sei, ai lati della monofora prospiciente l'antica via.
Per un voto fatto dalla Comunità montemonachese all'indomani della grande peste del Seicento, si svolge da allora, il 20 gennaio di ogni anno, la festa di San Sebastiano, con una processione (anche con bufera e neve) che da Montemonaco scende fino alla chiesa.
È tradizione che dopo la funzione, il Comune offra a tutti i partecipanti provenienti dal Piceno, pane, vino cotto e salsicce. Negli ultimi decenni si sono aggiunti in processione i Vigili Urbani che hanno come protettore San Sebastiano.

#### Vallegrascia

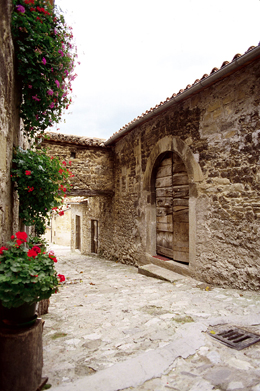
Interno di Vallegrascia

Il toponimo deriva dalla Grascia, il frumento (farro in prevalenza), trasportato nel Medioevo in copiosa messe lungo la valle. 

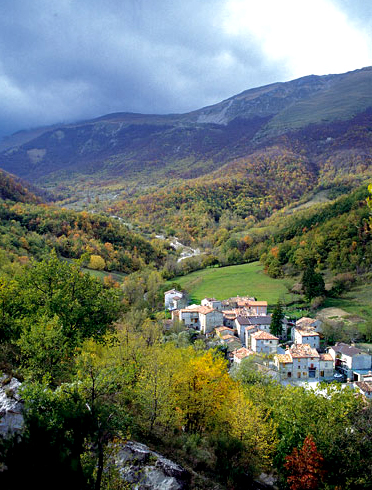
Vallegrascia. Sullo sfondo il Massiccio del Vettore.

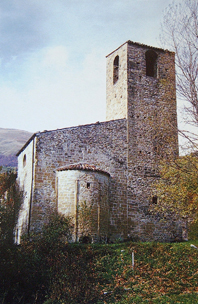
San Lorenzo in Vallegrascia. Lato absidale

La frazione si colloca infatti lungo l'antico Sentiero dei mietitori che dalle terre nursine, il passo del Galluccio e l'altopiano di Santa Maria in Pantano scendeva a valle attraversando Vallegrascia; da lì i mietitori con i loro carichi di merce, si dirigevano verso nord/sud o confluivano nella viabilità lungo il fiume Aso fino ai porti Piceni dell'Adriatico.
L'impianto del piccolo borgo, a lato dal Fosso della Rota, risale al XV secolo e a conferma sono le costruzioni in pietra tufacea a faccia vista di notevole qualità architettonica a testimonianza della ricchezza goduta in quel tempo dai suoi abitanti.
È interessante notare come la dimora con qualità architettonica maggiore sia stata quella della famiglia Scardazza, oggi in deprecabile stato di abbandono, scacciata dalla Spagna e giunta a Montemonaco agli inizi del XVI secolo.
Scendendo da Vallegrascia s'incontra la chiesa romanica di San Lorenzo "ad tre rivos" del XII secolo. Sembra che la sua fondazione, ritenuta presumibile per gli inizi del 1100, sia legata ad un lascito che donava all'Abbazia di Farfa il territorio di Rascio in cui era ricompresa Vallegrascia. Ma da un documento del 1301 risulta suffraganea della Pieve di Sant'Angelo in Montespino.
La struttura della chiesa, con campanile addossato al lato tergale è in pietra arenaria con un'abside semicircolare scandita dal ritmo di esili colonne coronate da archivolti pensili che rievocano i modelli sia del repertorio lombardo sia delle regioni meridionali.
Una cripta è conservata sotto il presbiterio, da cui si accede. Particolari le colonne con capitelli scolpiti, a motivi floreali di foglie d'acanto e zoomorfi. Durante il restauro della chiesa sono state ritrovate due lastre scolpite con storie della Genesi firmate dagli artisti Guitonio e Atto, risalenti probabilmente al X secolo.
Vallegrascia dista 8 km da Montemonaco.

## Amministrazione
| Periodo        | Periodo        | Primo cittadino              | Partito                                 | Carica  | Note   |
| -------------- | -------------- | ---------------------------- | --------------------------------------- | ------- | ------ |
| 18 giugno 1985 | 16 giugno 1990 | Giovanbattista Censori       | Lista civica                            | Sindaco | [ 33 ] |
| 16 giugno 1990 | 24 aprile 1995 | Lorenzo Valeri               | Democrazia Cristiana                    | Sindaco | [ 33 ] |
| 24 aprile 1995 | 14 giugno 1999 | Lorenzo Valeri               | Lista civica                            | Sindaco | [ 33 ] |
| 14 giugno 1999 | 14 giugno 2004 | Liberato Vittorio Sansonetti | Lista civica                            | Sindaco | [ 33 ] |
| 14 giugno 2004 | 8 giugno 2009  | Liberato Vittorio Sansonetti | Lista civica                            | Sindaco | [ 33 ] |
| 8 giugno 2009  | 26 maggio 2014 | Onorato Corbelli             | Lista civica                            | Sindaco | [ 33 ] |
| 26 maggio 2014 | 27 maggio 2019 | Onorato Corbelli             | Lista civica Noi con voi                | Sindaco | [ 33 ] |
| 27 maggio 2019 | 10 giugno 2024 | Francesca Grilli             | Lista civica Montemonaco riparte        | Sindaco | [ 33 ] |
| 10 giugno 2024 | in carica      | Francesca Grilli             | Lista civica Avanti insieme Montemonaco | Sindaco | [ 33 ] |

## Sport

### Calcio
La squadra di calcio a 11 del paese, il Montemonaco calcio, disputa i campionati UISP.